# Оруђе с ретушираним преломом
Оруђе с ретушираним преломом (фр. troncature, енгл. truncation) је сечиво које је на једном, ређе и на оба краја преломљено, а затим ретуширано најчешће стрмим и дубоким ретушем. Ретуширани прелом може бити раван или кос, праве, конкавне или неправилне форме. Овакви типови оруђа мање се јављају у средњем палеолиту, за разлику од млађег палеолита (посебно за његову финалну фазу, као и позније периоде) по којем је он и окарактерисан.
Ламеле које су, осим по прелому, стрмо ретуширане и на једној од ивица (фр. lamelle a dos tronquée, енг. truncated) типичне су за тардиграветијен и магдаленијен у западној и јужној Европи.